# Paspalum chaffanjonii
Paspalum chaffanjonii là một loài thực vật có hoa trong họ Hòa thảo. Loài này được Maury mô tả khoa học đầu tiên năm 1889.